# Rue du Vieux-Colombier
La rue du Vieux-Colombier est une rue du 6e arrondissement de Paris.

## Situation et accès
Longue de 220 mètres, elle commence au 72 bis, rue Bonaparte et se termine rue du Cherche-Midi et carrefour de la Croix-Rouge. 
Ce site est desservi par la ligne 4 à la station de métro Saint-Sulpice.

## Origine du nom
Son nom vient du colombier de l'abbaye de Saint-Germain-des-Prés, situé au no 2 rue de Furstemberg.

## Historique
Originellement « rue du Colombier », elle prend le nom de « rue du Vieux-Colombier » au XVIIe siècle. Elle est citée sous le nom de « rue du Viel colombier » dans un manuscrit de 1636.
Elle porta également les noms de « rue du Puys » (1360), « chemin de Cassel » ou « rue Cassel dite du Colombier » (1411-1453), « rue de la Maladerie » (1414), « rue du Puys Mauconseil » (1506-1514), « grant rue Saint-Sulpice » (1509-1524), « rue Saint-Sulpice » (1521), « rue des Champs » (1509-1520-1524) et « rue de la Pelleterie » (plan de Mérian de 1615).
Les peintres Antoine et Louis Le Nain habitèrent dans cette rue où ils moururent en 1648, à deux jours d'intervalle. L'auteur dramatique Alain-René Lesage, l'astronome Jean-Dominique Cassini[Lequel ?] et Jean-Paul Marat y ont aussi habité. L'adresse du graveur du roi Gilles Demarteau était rue de la Pelleterie, à la Cloche).

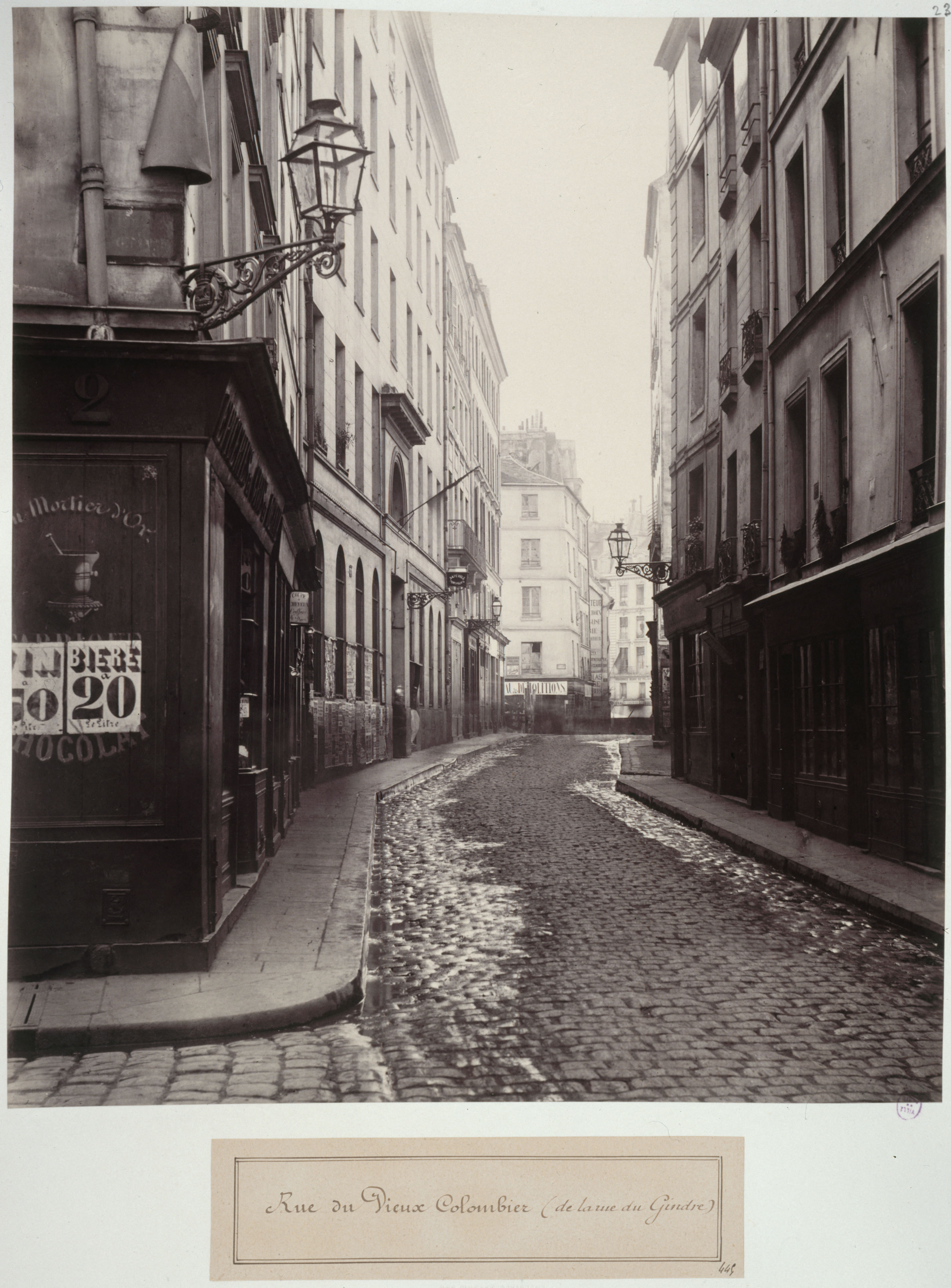
La rue avant son élargissement, vue depuis la rue Madame vers 1865 (photographie de Charles Marville).
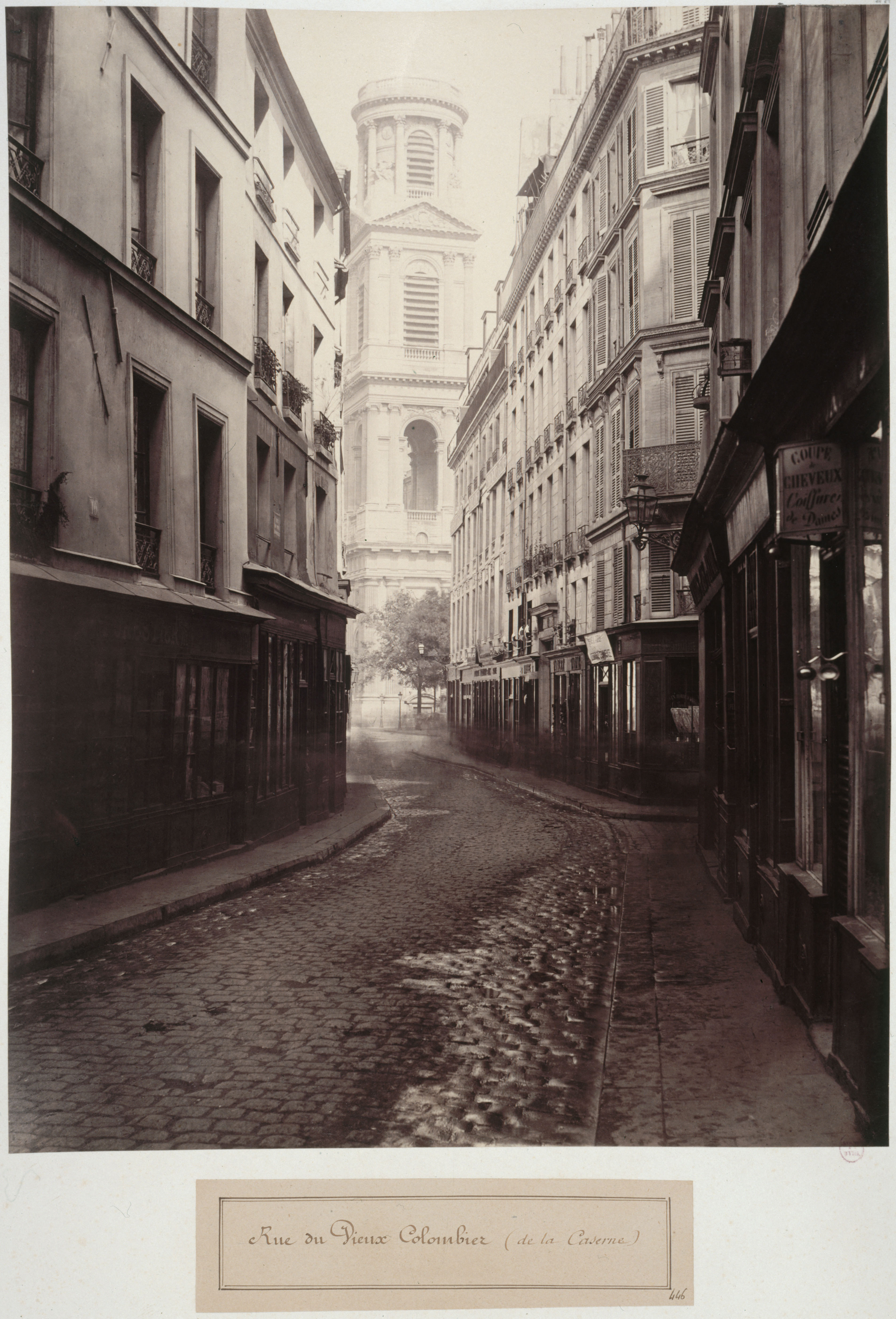
Vue prise de la caserne (idem).
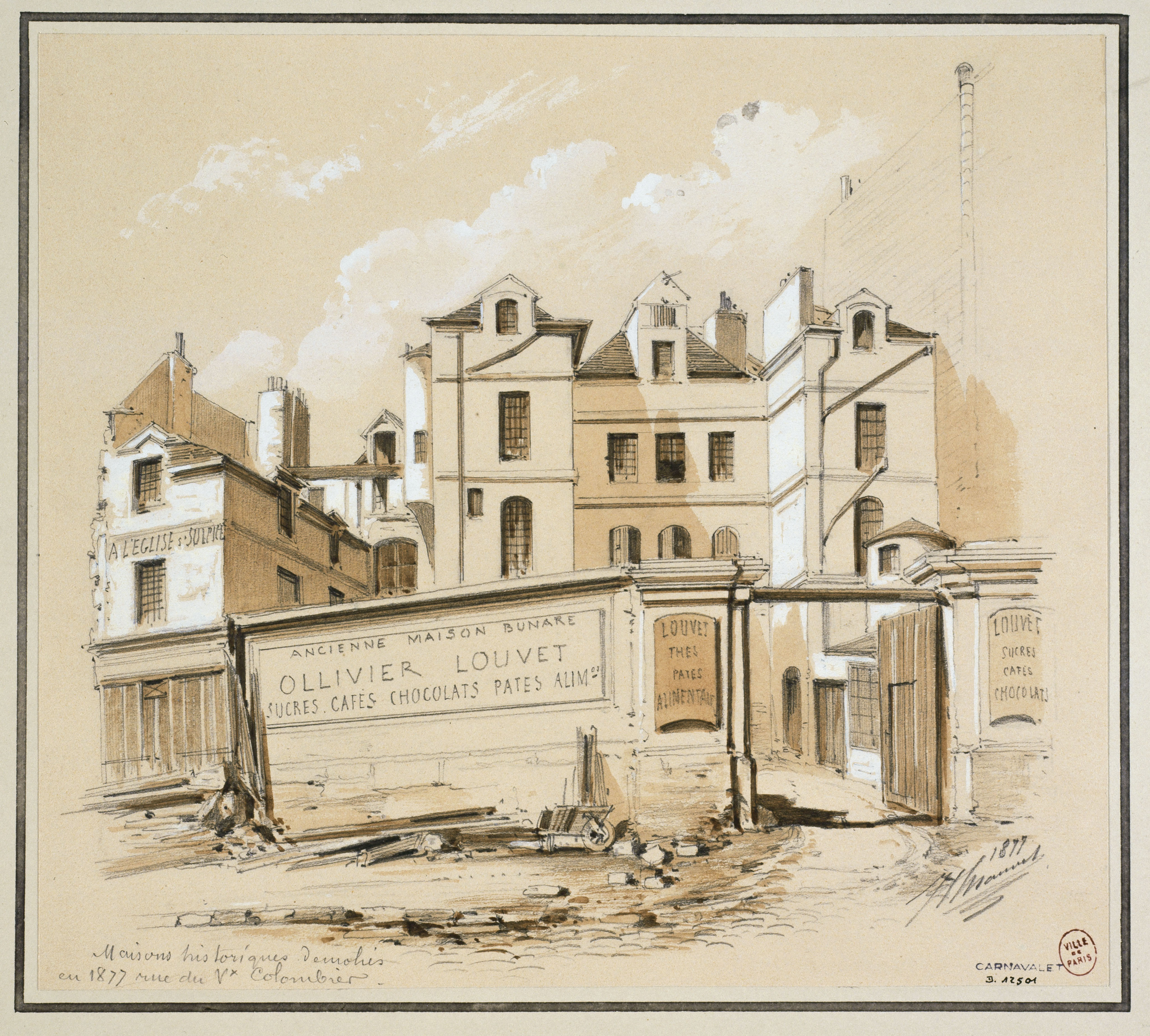
No 24 : vue des maisons démolies en 1877 (dessin de Jules-Adolphe Chauvet).
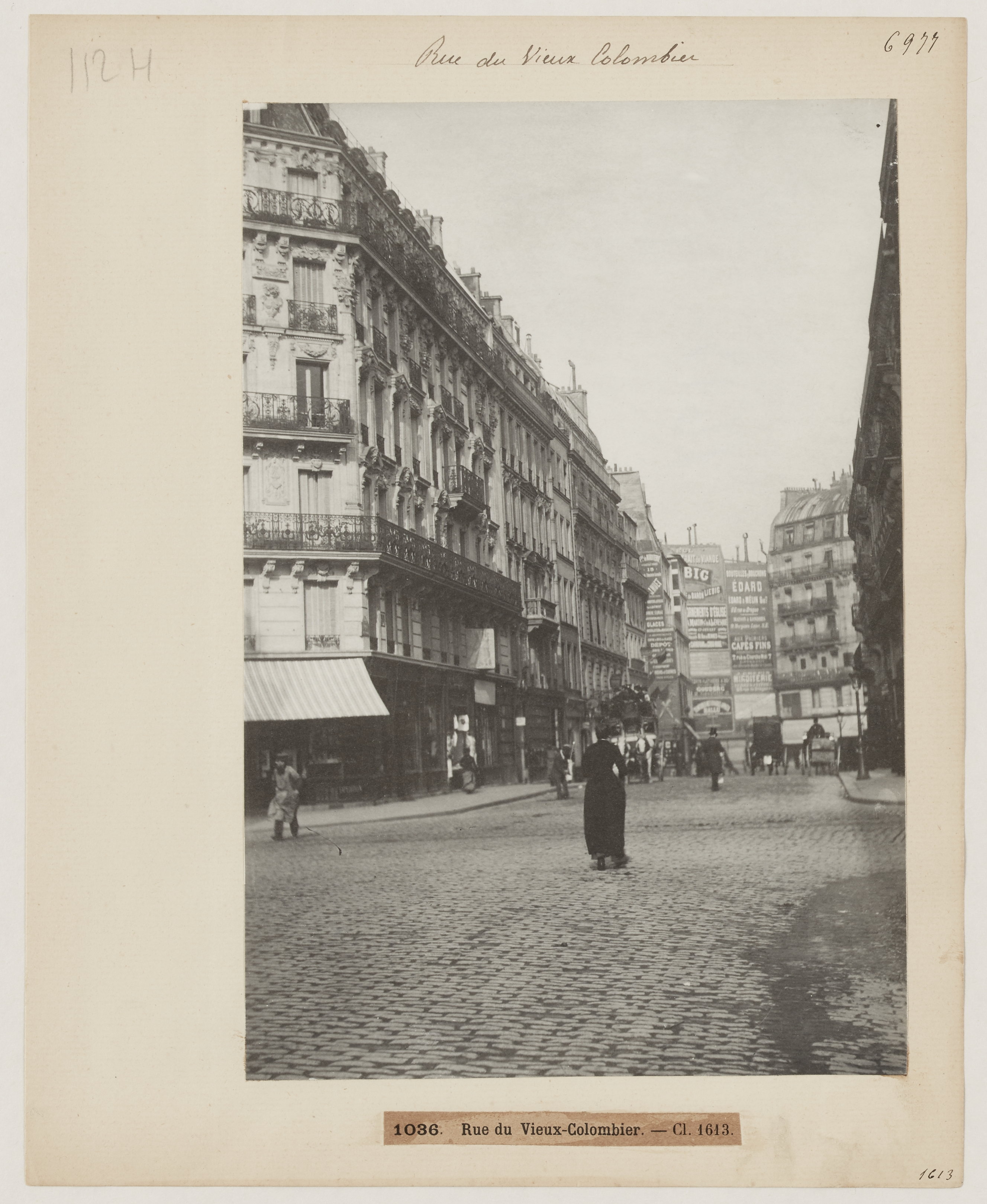
Vue depuis la rue de Rennes vers 1890 (photographie de Hippolyte Blancard).
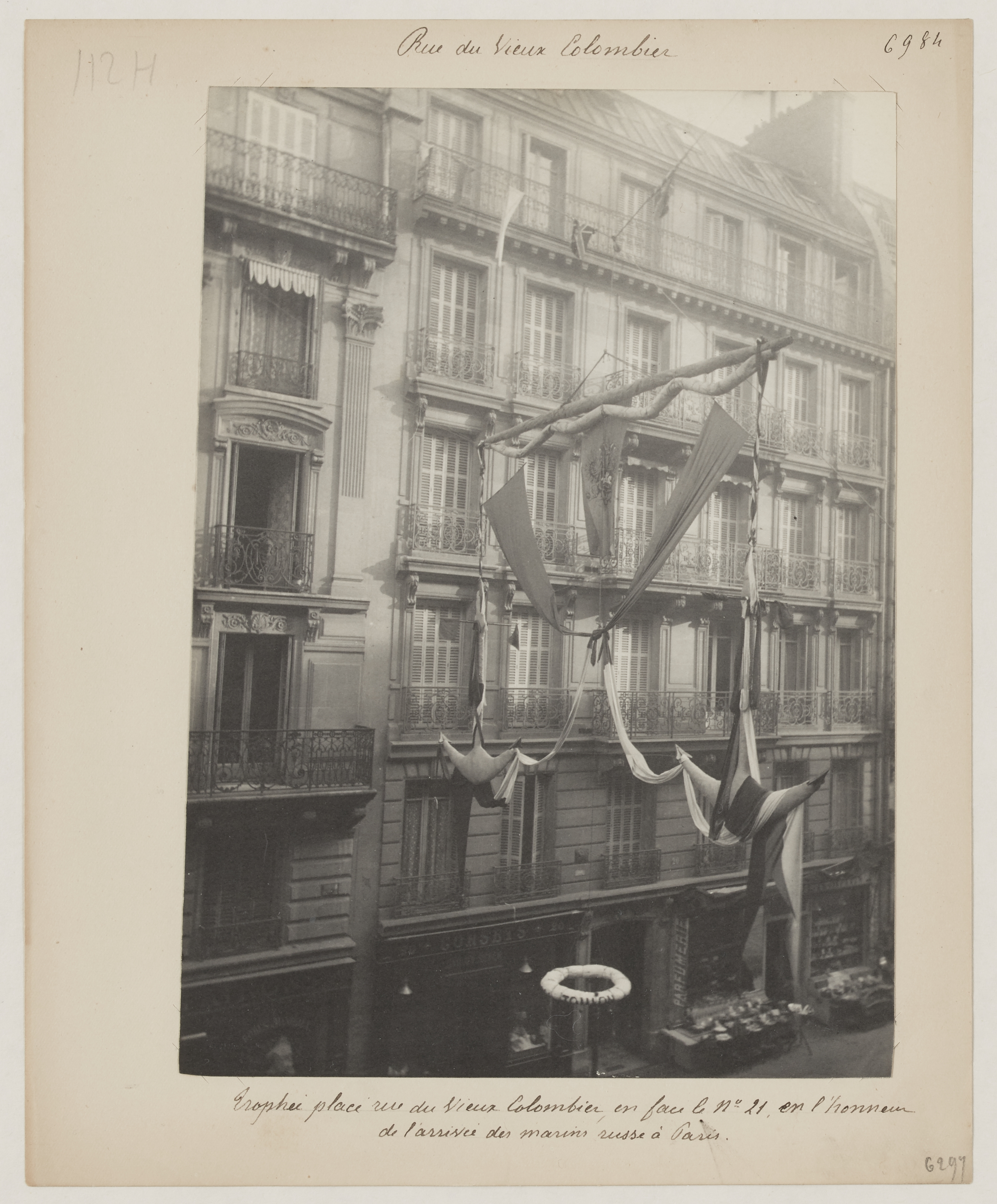
No 21 : décoration en l’honneur de l’arrivée des marins russes en 1893 (idem).

## Bâtiments remarquables et lieux de mémoire
- No 4 : le poète hongrois Attila József y vit en 1926 ; une plaque lui rend hommage.
- No 8 : emplacement de l'ancienne fabrique de bannières, la Société catholique d'ornements d'église[5]. En 1938, installation attestée des ateliers d'art liturgiques Chéret[6]
- No 9 : emplacement du Parloir du Colombier, un café d'une association chrétienne ouvert à tous, lieu de rencontre et d'échange.
- No 11 : sapeurs-pompiers de Paris.
- No 13 : le couple de résistants René et Jeannette Drouin y ont vécu ; une plaque leur rend hommage.
- No 15 : emplacement de la congrégation de la Mère de Dieu pour les enfants orphelins pauvres de la paroisse de Saint-Sulpice, qui sera transformée en caserne sous le nom de « caserne de la rue du Vieux-Colombier ».
- No 21 : domicile du peintre Joseph-Félix Bouchor en 1900. En 1902, l'artiste peintre Blanche Odin (1865-1957) y ouvre un atelier. Jacques Copeau ouvre le théâtre du Vieux-Colombier en octobre 1913, dans l'ancien Athénée-Saint-Germain. Ancien club de jazz Le Vieux Colombier puis boîte de nuit Katmandou. Également domicile du peintre et graveur Jean Cluseau-Lanauve (1914-1997)[7].
- No 29 (ancien) : Alcan, éditeur d'estampes religieuses et de chemins de croix lithographiés y est installé dans la seconde moitié du XIXe siècle[8]. En 1867, Marie-Cécile Donnier y transfère son école de dessin. Le Katmandou, première discothèque lesbienne de Paris, créée en 1969[9] et fermée à la fin des années 1980[10].

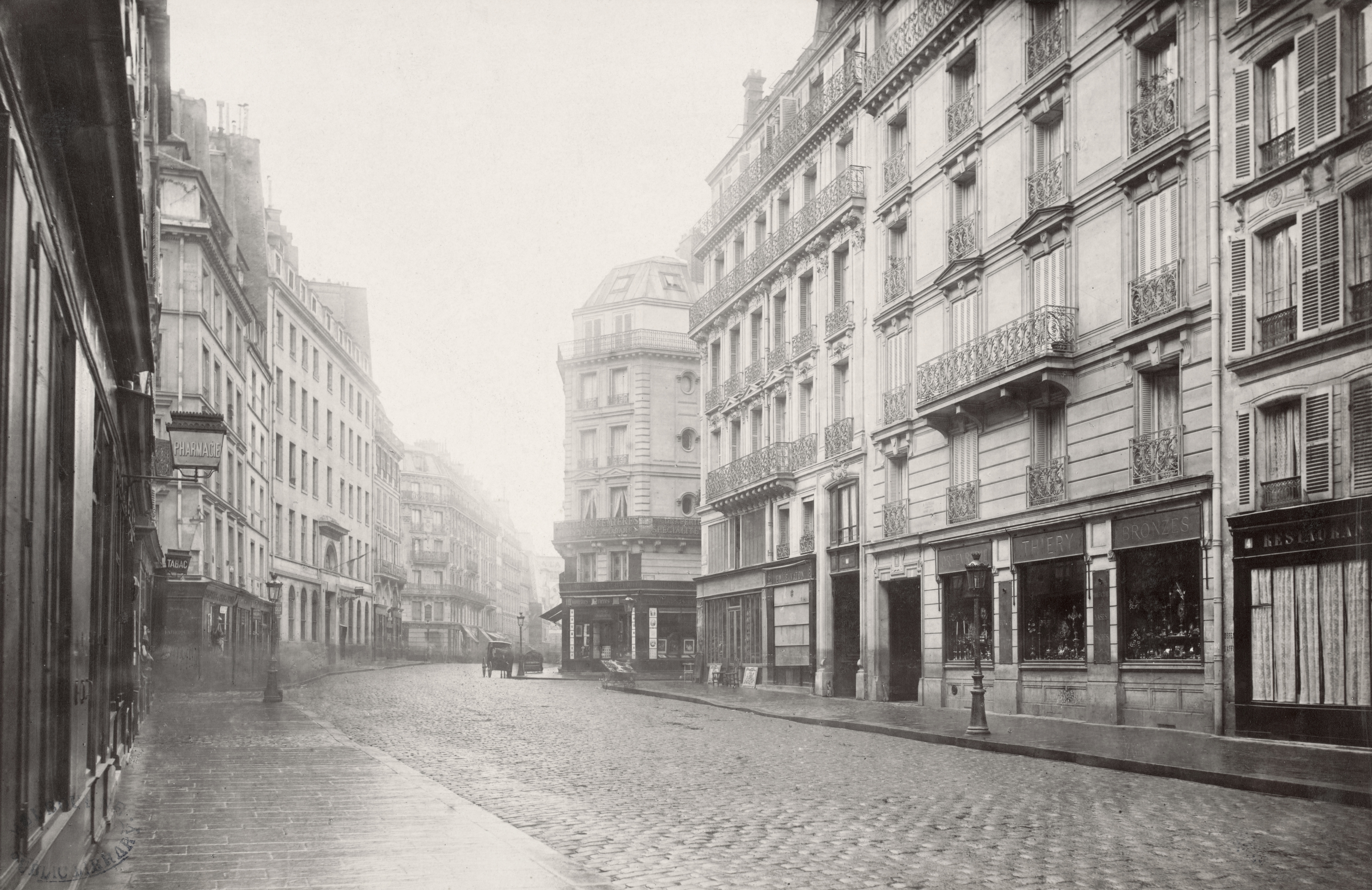
Photo de Charles Marville (vers 1853-1870).
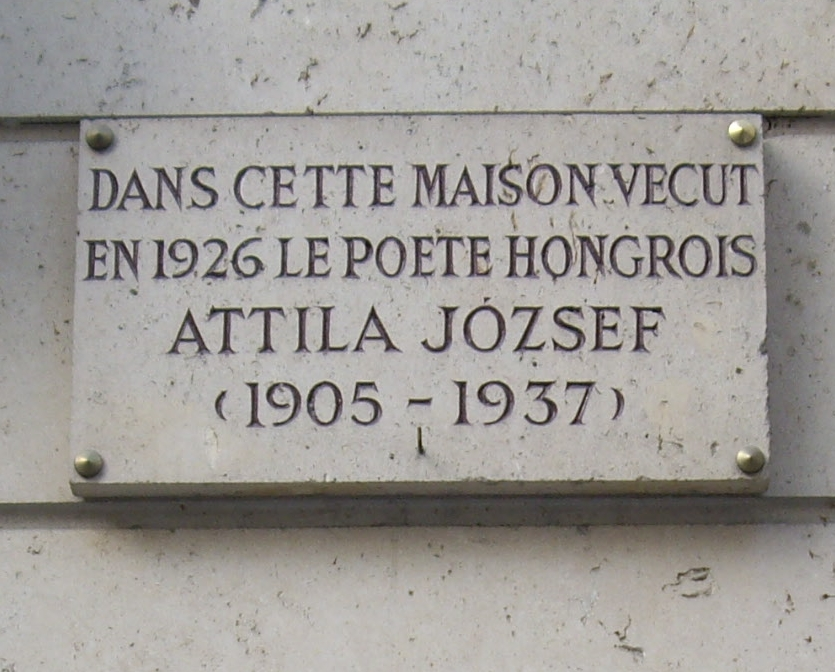
Plaque au no 4.
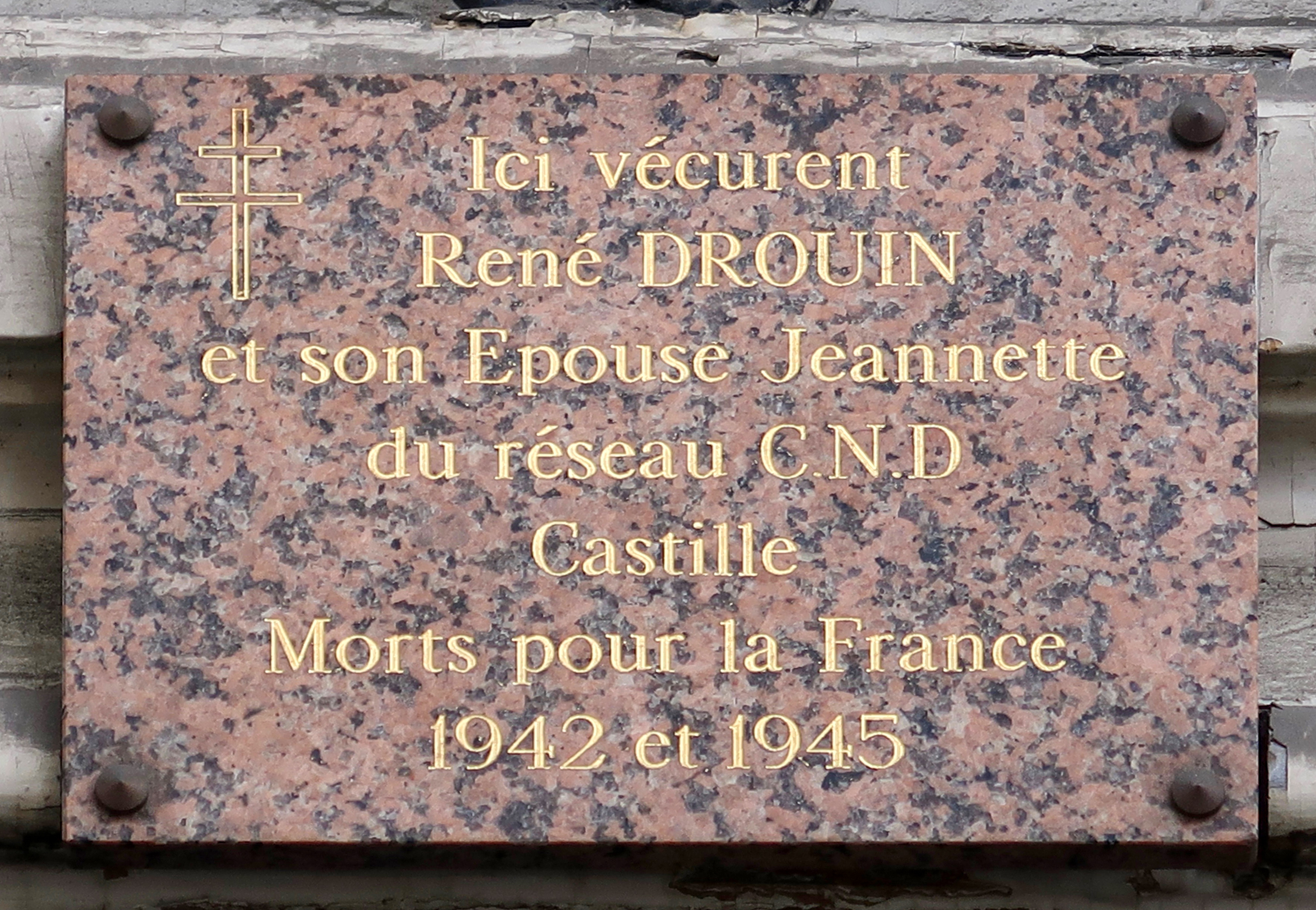
Plaque au no 13.
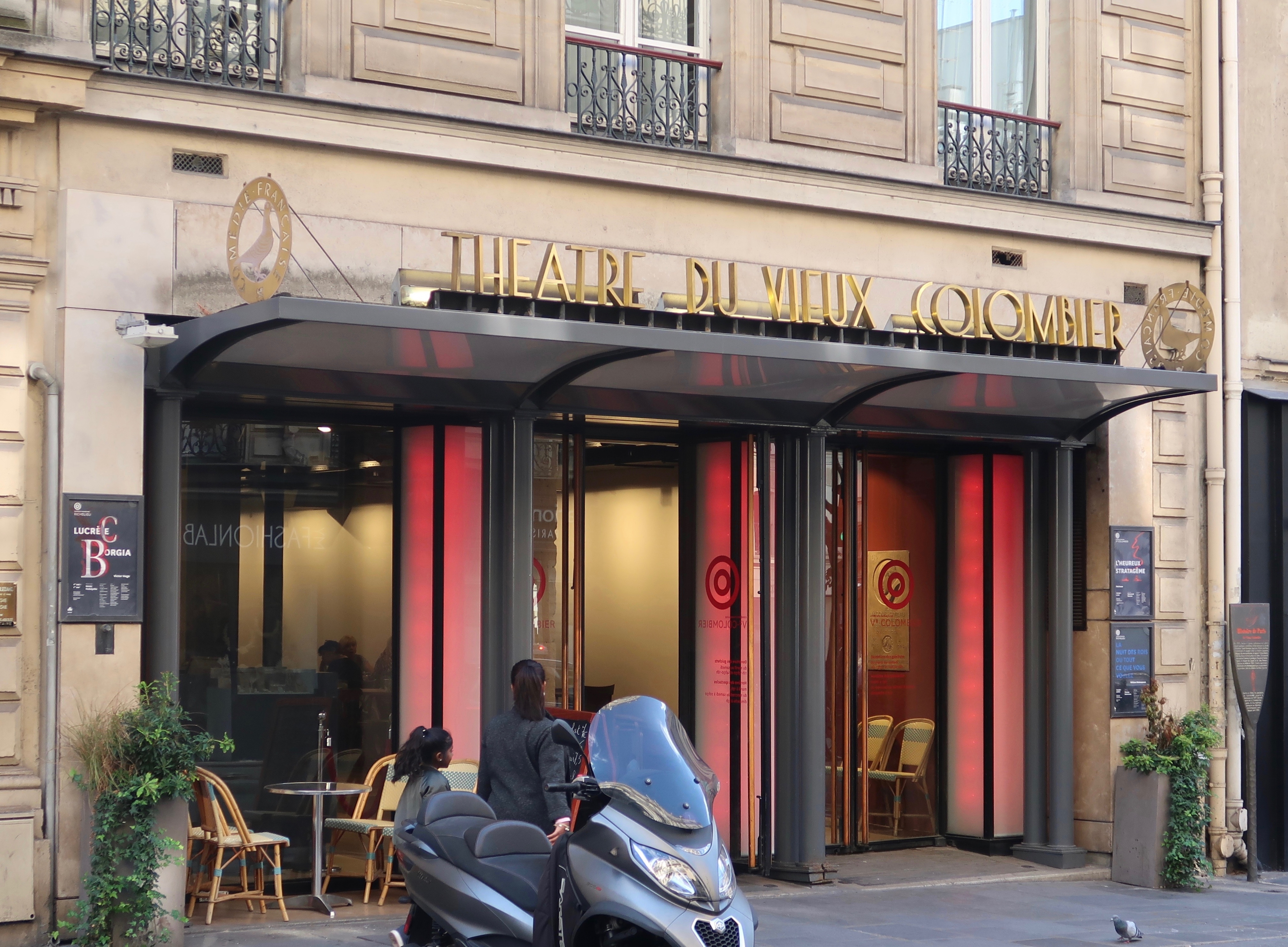
Le théâtre du Vieux-Colombier au no 21.
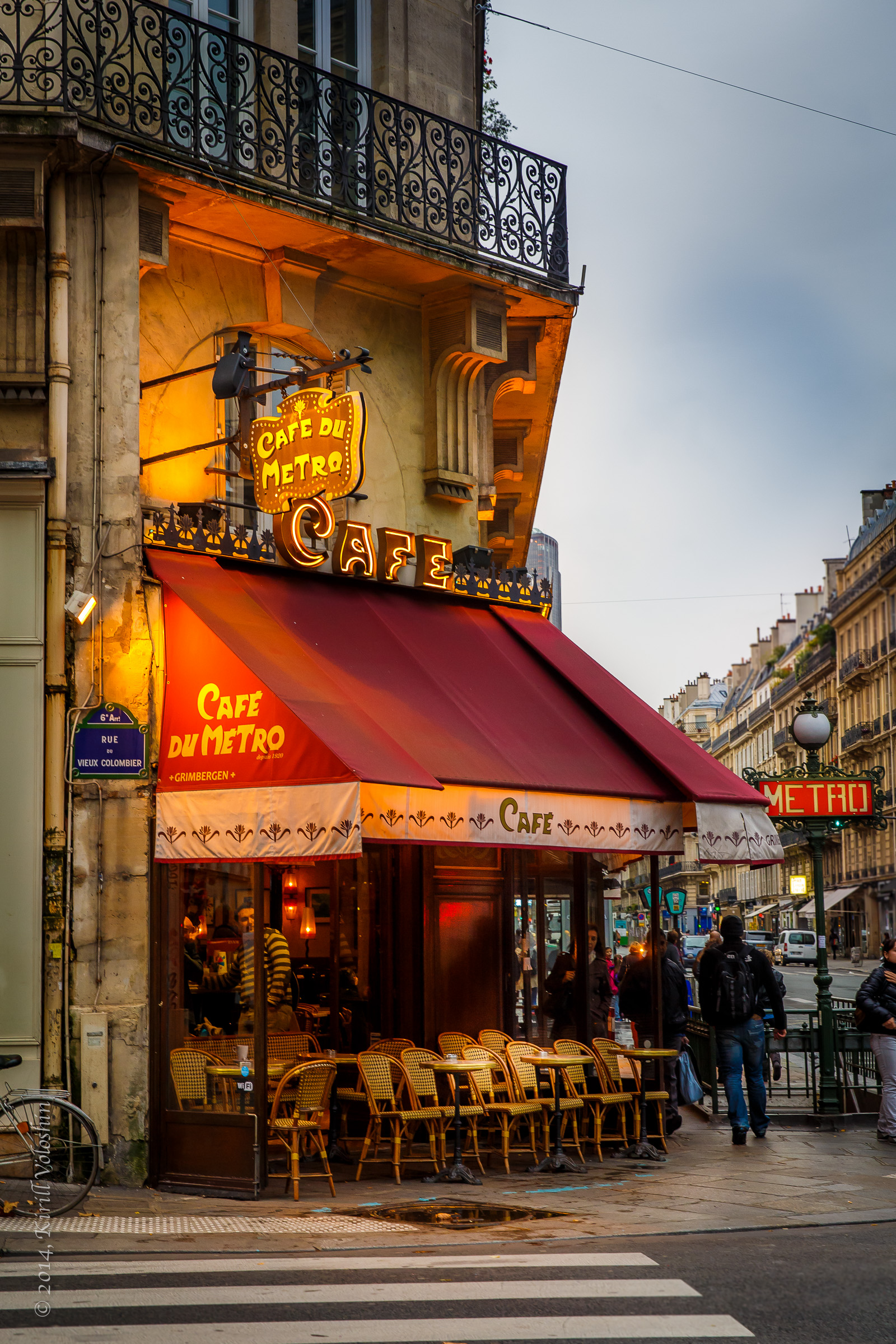
Café du métro, à l'angle avec la rue de Rennes.

### Anecdote
- De 1661 à 1683, Boileau y a occupé un appartement où se retrouvaient trois fois par semaine Molière, La Fontaine et Chapelle pour lire leurs ouvrages et souper gaiement, chacun payant son écot. Lorsqu'un convive était mis à l'amende, on lui faisait lire des vers de La Pucelle de Chapelain. Ce livre très critiqué par Boileau était en permanence sur la table et lire une page entière était assimilé à la peine de mort[11].